# Friedhof am Hallo

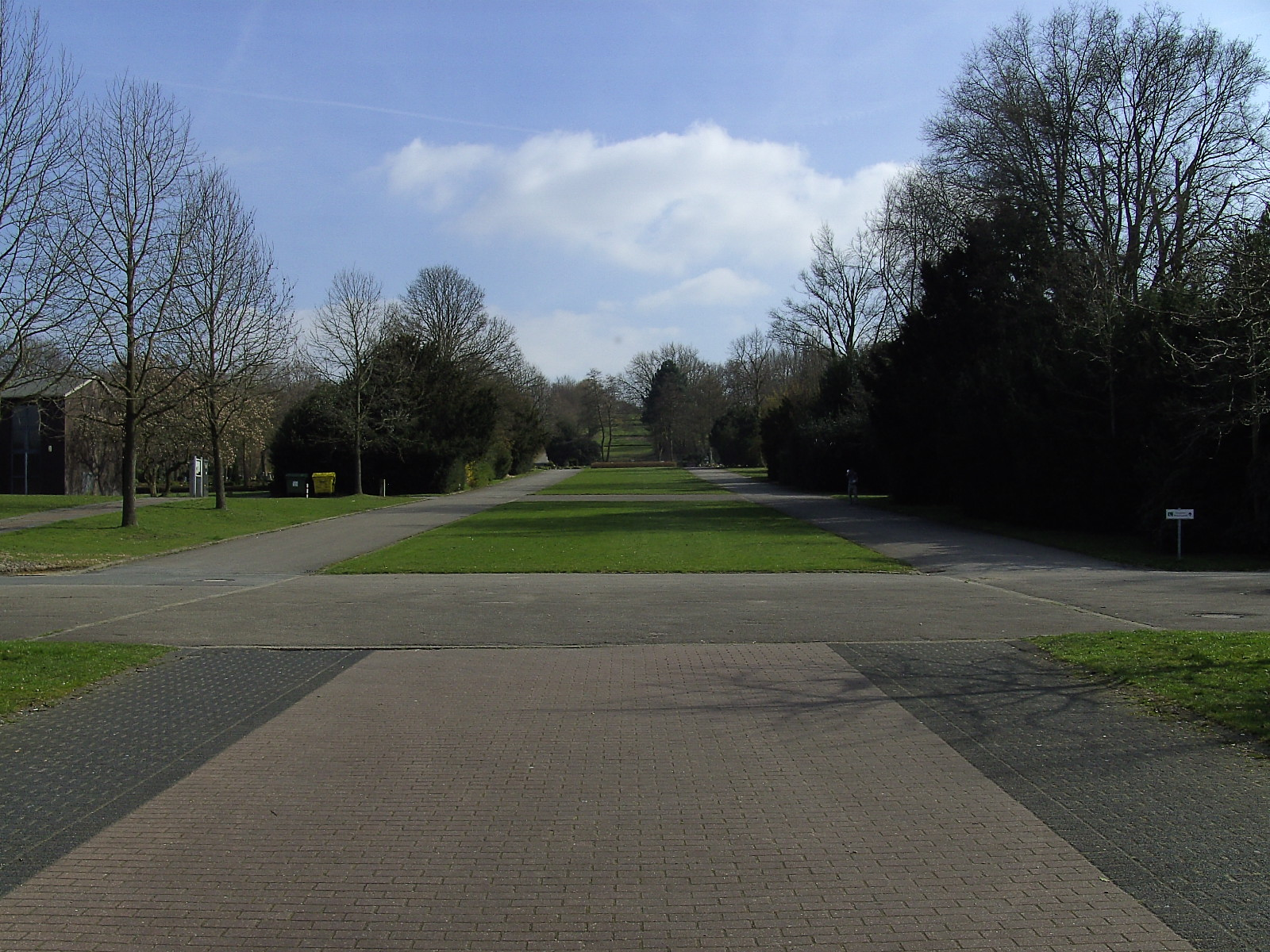
Blick vom Haupteingang

Der Friedhof am Hallo liegt im Essener Stadtteil Schonnebeck. Er bedeckt nahezu die gesamte natürliche Erhebung namens Hallo.

## Geschichte

Gedenkstein für die Bergleute des Grubenunglücks 1941 auf Zollverein 6/9

Auf dem 1918 in Betrieb genommenen Friedhof befindet sich unter anderen das Grab von Carl Meyer, dem ehemaligen Bürgermeister (1891–1924) der Bürgermeisterei Stoppenberg.

Außerdem befindet sich dort der Gedenkstein für die 29 Bergleute, die am 26. Februar 1941 bei einer Schlagwetterexplosion auf der Schachtanlage Zollverein 6/9 ums Leben kamen, darunter auch französische Zwangsarbeiter. Die Inschrift lautet: 

„Bruder deine Hand – hier meine – unseren Kameraden – die am 26. Februar 1941 – ihr Leben ließen – auf Zollverein 6/9“

Der schlichte Stein zeigt Bergleute, die sich die Hand geben. Es war das größte Grubenunglück der nahe gelegenen Zeche Zollverein.
Seit 1988 befindet sich am Südausgang des Friedhofs wieder der Stein der Republik. Ursprünglich 1929 vom Reichsbanner Schwarz-Rot-Gold aufgestellt, um an drei bekannte Politiker der Weimarer Republik zu erinnern, war er von den Nationalsozialisten kurz nach deren Machtergreifung entfernt worden. Der Findling zeigt die Köpfe des 1921 ermordeten Finanzministers Matthias Erzberger (Deutsche Zentrumspartei), des 1924 ermordeten Außenministers Walter Rathenau (DDP) und des 1925 verstorbenen, ersten Reichspräsidenten Friedrich Ebert (SPD).
Muslimische Grabfelder
1972 legte man auf dem Friedhof am Hallo ein nach Mekka gerichtetes muslimisches Grabfeld an, das heute mehr als 1400 Verstorbenen eine letzte Ruhestätte bietet. Mitte 2010 kam ein weiteres muslimisches Grabfeld im oberen Friedhofsbereich hinzu, auf dem bis Januar 2012 dreißig neue Gräber entstanden sind.

## Heutiger Charakter
Der Friedhof am Hallo bietet mit einer Fläche von 17,4 Hektar Platz für 17.412 Gräber (Stand: 2010). 2010 erfolgten 1077 Beisetzungen. Neben Reihen-, Wahl- und Urnengräbern gibt es auch Wiesengräber.
An den Hallo-Friedhof schließen sich der Ehrenfriedhof für Gefallene des Zweiten Weltkriegs, der Hallopark und ein Modellflugzeugplatz an. Zwischen Sportpark Am Hallo und Friedhof liegt die Quelle des Schwarzbaches.
Am oberen Ende des Friedhofs neben dem Modellflugzeugplatz befindet sich eine Stele der Essener Aussichten. Wenn die Sichtachse in Richtung Norden nicht durch Grün beeinträchtigt ist, kann der Blick auf die Zeche Zollverein mit ihren vielen Gebäuden fallen. Im weiteren Hintergrund liegen die Erdölraffinerie in Gelsenkirchen und die Halde Oberscholven.